# Denisz Viktorovics Harmas
Denisz Viktorovics Harmas (ukránul: Дени́с Ві́кторович Гарма́ш; Milove, 1990. április 19. –) ukrán válogatott labdarúgó, jelenleg a Dinamo Kijiv játékosa. Posztját tekintve középpályás.

## Pályafutása

### Klubcsapatokban
Pályafutását kisebb ukrán egyesületek utánpótláscsapataiban kezdte. 2007-ben került a Dinamo Kijivhez.

### Válogatottban
Utánpótlásszinten szerepelt az U17-es, U18-as, U19-es és U21-es válogatottban is. 2009-ben U19-es Európa-bajnoki címet szerzett.
A felnőtt nemzeti csapatban 2012. október 7-jén debütálhatott egy Bulgária elleni barátságos mérkőzésen, amit 3–0-ra megnyertek az ukránok.
Az Európa-bajnoki keretszűkítést követően a szövetségi kapitány Oleh Blohin nevezte őt a 2012-es Eb-re készülő 23 fős keretébe.

## Sikerei, díjai
- Dinamo Kijiv
  - Ukrán bajnok (3): 2014–15, 2015–16, 2020–21
  - Ukrán kupa (4): 2013–14, 2014–15, 2019–20, 2020–21
  - Ukrán szuperkupa (6): 2009, 2011, 2016, 2018, 2019, 2020

- Ukrajna U19
  - U19-es Európa-bajnokság: 2009